# Kalittova vila (Opava)
Kalittova vila je vlastní rodinný dům stavebního inženýra Hanse Kalitty z 20. let 20. století v Opavě.

## Historie
Dům byl vybudován v letech 1927–28. V roce 1958 byl prohlášen kulturní památkou, památková ochrana ale byla zrušena v roce 1987.
Od roku 2022 v budově dlouhodobě probíhají rekonstrukce (např. oprava původních kastlových oken a šambrán). V roce 2024 byla vila zařazena pro programu Dne architektury – uskutečnila se v ní komentovaná prohlídka pod vedením historičky a památkářky Petry Kaniové.

## Architektura
Jedná se o samostatně stojící dům s obytným podkrovím krytým mansardou. Půdorys je neobvyklý a tvarem připomíná motýla s hranatými křídly. Hlavní vstup je umístěn v ose severovýchodního průčelí v půlválcovám rizalitu (hlava motýla) s kuželovou střechou. Ke vstupu vedou tři žulové schody a vstup samotný je lemován pilastry s vysokou patkou a stylizovanou listovou hlavicí. Portál je zakončen půlkruhem a doplněn nápisem TRAUTES HEIM v omítce. Dřevěné vstupní dveře jsou původní. Vedle vstupního rizalitu jsou umístěna malá čtvercová dvoukřídlá okna vsazená do omítkových rámů s půlkruhovým zakončením. Podobné omítkové rámy s půlkruhem lemují také tři drobná okna vsazená přímo v rizalitu. Okna v blízkosti nároží jsou pak větší a jsou doplněna okenicemi. Jihozápadní, tedy zahradní průčelí má rovněž v ose půlválcový rizalit (ocas motýla), tento je s atikovou nástavbou a mansardovou stříškou.
V severozápadní boční fasádě předstupuje obdélný rizalit se sdruženým trojdílným oknem v přízemí a kruhovými okénky v atikové nástavbě. Pod trojdílným oknem je v této fasádě umístěn vstup do suterénu, lemovaný profilovanou šambránou. Dveře jsou ve stejném designu jako dveře hlavního vstupu a jsou rovněž původní. V této boční fasádě je také prolomen novodobý přístup do suterénu a je osazen plechovými vraty. V jihovýchodní boční fasádě předstupuje analogický obdélný rizalit s atikovou nástavbou s kruhovými okénky. Namísto trojdílného okna je ale v přízemí umístěna plocha hlazené omítky s medailonem s motivem tančící ženy. Na mansardové střeše jsou zachovány původní měděné svody včetně sběračů dešťové vody a okrasných mřížek.